# استوارت رزنیک
استوارت رزنیک (به انگلیسی: Stewart A. Resnick) کارآفرین و نیکوکار میلیاردر اهل ایالات متحده آمریکا است. رزنیک در سال ۱۹۸۶ ضرابخانه فرنکلین را خرید و در سال ۲۰۰۶ آن را فروخت. او از سال ۱۹۷۹ رئیس هیئت مدیره و رئیس شرکت واندرفول بوده‌است. او که با لیندا رزنیک ازدواج کرده به همراه او از طریق شرکت هلدینگ شان مالک برندهای آب انار پاو واندرفول و فیجی واتر، پسته و بادام واندرفول، نارنگی واندرفول هالوز، شراب‌های جاستین و … هستند.
رزنیک در سال ۲۰۱۹، ۷۵۰ میلیون دلار برای موقوفه پژوهش اقلیمی به کلتک کمک مالی کردند.